# Factor ambiental
Un factor ambiental, factor ecológico o eco factor es cualquier factor, abiótico o biótico, que influye en los organismos vivos. Los factores abióticos incluyen la temperatura ambiente, la cantidad de luz solar y el pH del agua del suelo en el que vive un organismo. Los factores bióticos incluirían la disponibilidad de organismos alimentarios y la presencia de conespecíficos, competidores, depredadores y parásitos. 

## Contexto

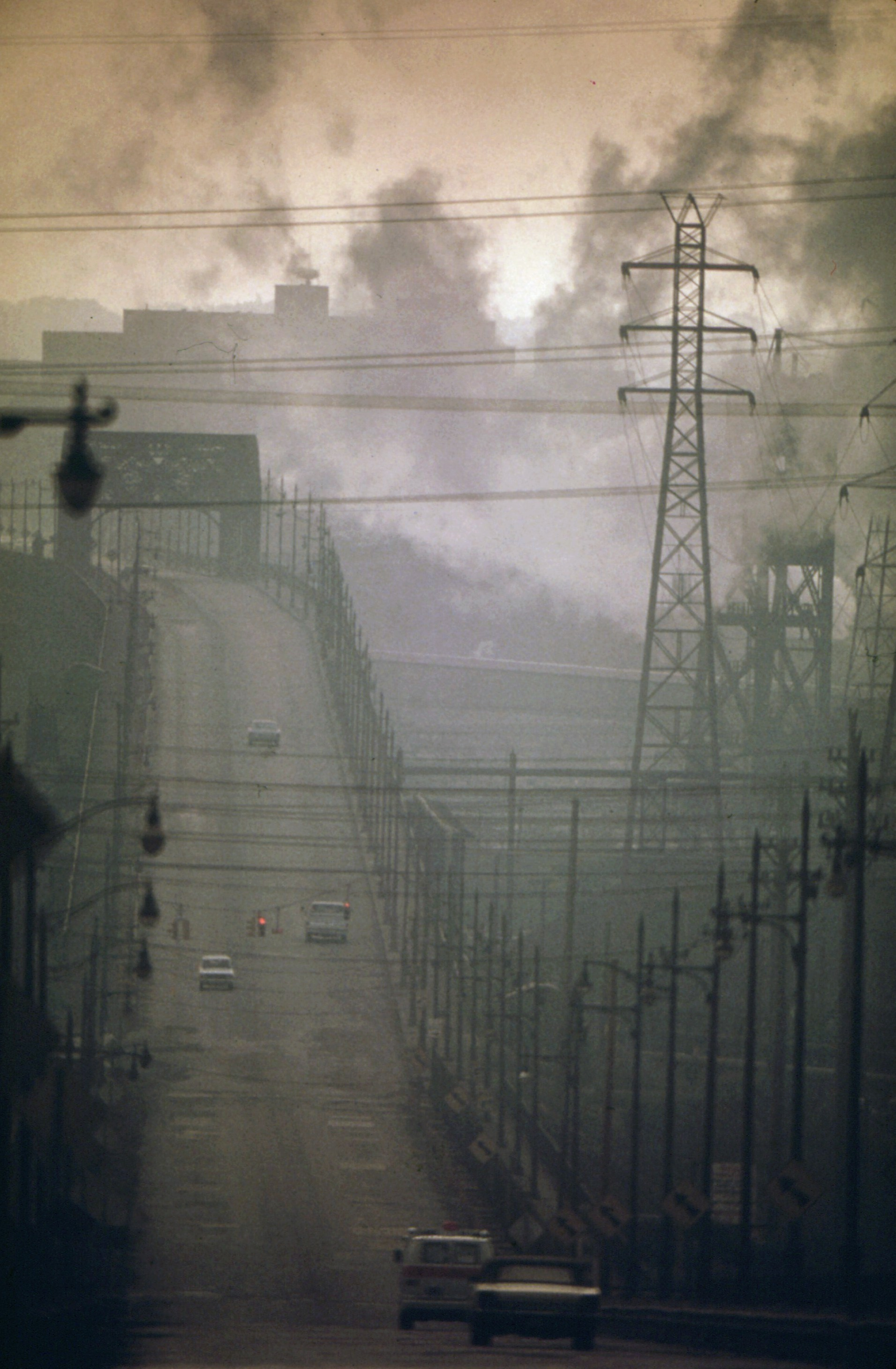
El cáncer es principalmente el resultado de factores ambientales

El genotipo de un organismo (por ejemplo, en el cigoto) se traduce en el fenotipo adulto a través del desarrollo durante la ontogenia de un organismo, y está sujeto a las influencias de muchos efectos ambientales. En este contexto, un fenotipo (o rasgo fenotípico) puede verse como cualquier característica definible y medible de un organismo, como su masa corporal o el color de la piel. 
Además de los verdaderos trastornos genéticos monogénicos, los factores ambientales pueden determinar el desarrollo de la enfermedad en aquellos genéticamente predispuestos a una condición particular. Estrés, daños físicos y mentales, dieta, exposición a toxinas, patógenos, radiación y químicos que se encuentran en casi todos[¿cuántos?] los productos para el cuidado personal y los productos de limpieza domésticos son factores ambientales comunes que determinan un gran segmento de enfermedades no hereditarias. 
Si un proceso del desarrollo de la enfermedad se concluye que es el resultado de una combinación de genética e influencias de factores del medio ambiente, su origen etiológico puede ser referido como un patrón multifactorial. 
El cáncer a menudo está relacionado con factores ambientales. Según los investigadores, mantener un peso saludable, comer una dieta saludable, minimizar el alcohol y eliminar el tabaquismo reduce el riesgo de desarrollar la enfermedad. 
Los desencadenantes ambientales para el asma y el autismo también se han estudiado.

## Exposoma
El exposoma comprende el conjunto de exposiciones ambientales humanas desde el nacimiento, y por lo tanto no genéticas, que complementan al genoma. El concepto del exposoma fue propuesto por primera vez en 2005 por el epidemiólogo del cáncer Christopher Paul Wild en un artículo titulado "Complementación del genoma con el 'exposoma': el desafío extraordinario de medir la exposición ambiental en epidemiología molecular". Este concepto y su evaluación ha dado lugar a múltples debates con variadas opiniones en 2010, 2012, 2014 y 2021.
En su artículo de 2005, Wild afirma: "En su forma más completa, el exposoma comprende todas las exposiciones ambientales a lo largo de la vida (incluyendo factores del estilo de vida), desde el período prenatal en adelante". El concepto se propuso para llamar la atención sobre la necesidad de datos de exposición ambiental mejores y más completos en investigación, para igualar con la investigación en genética. De acuerdo con Wild, incluso las versiones incompletas del exposoma podrían ser útiles en epidemiología. En 2012, Wild planteó métodos, incluyendo sensores personales, biomarcadores y tecnologías ómicas, para definir mejor el exposoma. Se definieron tres campos solapantes dentro del exposoma:
1. El ambiente externo general, que incluye el ambiente urbano, educación, factores climáticos, capital social y estrés.
2. El ambiente externo específico, en el que se encuentran contaminantes específicos, radiación, infección, factores de estilo de vida (ej.: tabaco, alcohol), dieta, actividad física etc.
3. El ambiente interno, es decir, factores biológicos internos como factores metabólicos, hormonas, microbiota intestinal, inflamación y estrés oxidativo.

En 2014, el investigador Gary Miller hizo una revisión de esta definición, añadiendo la respuesta corporal a procesos metabólicos endógenos relacionados con modificaciones químicas. Más recientemente, se ha añadido el exposoma metabólico durante el embarazo en base a evidencias en los procesos metabólicos, por ejemplo, en casos de obesidad o sobrepeso en el embarazo, diabetes, malnutrición, exposición a dietas ricas en calorías/grasas, las cuales están asociadas con deficiencias en el desarrollo fetal e infantil y mayor incidencia de obesidad y otros desórdenes metabólicos en edades más tardías.